# Blasticotomidae
Die Blasticotomidae sind eine Familie der Pflanzenwespen, die an Farnarten gebunden ist. Weltweit sind zwölf Arten bekannt.

## Merkmale
Die Imagines sind etwa 5 bis 10 mm lang und braun bis schwarz gefärbt, oft mit gelblichen Beinen. Eigentümlich ist der Bau der kurzen Fühler, der nur drei oder vier Glieder aufweist, deren drittes Glied, aus der Verschmelzung fast aller Geißelglieder entstanden, stark verlängert ist. Bei der Gattung Blasticotoma sitzt oberhalb davon noch ein winziges viertes Glied an, das den anderen Gattungen entweder ganz fehlt, oder so stark verkleinert ist, dass es leicht übersehen wird. Weitere Merkmale sind im Flügel die gestielte und birnenförmige erste Diskoidalzelle, das große und halbkreisförmige Flügelmal (Pterostigma). Die Vorderbeine haben zwei Apikaldorne, deren innerer zweispitzig ist.

## Larven

Schaumballen von Blasticotoma filiceti an Athyrium filix-femina

Die Larve ist bei der europäischen Art Blasticotoma filiceti beschrieben. Sie ist grünlich-weiß gefärbt, mit hellbrauner bis rotbrauner Kopfkapsel und im letzten Stadium etwa 11 mm lang. Sie besitzt fünfgliedrige Antennen. Am Thorax sitzen drei Beinpaare, während Abdominalbeine vollständig fehlen. Sehr auffallend und unverkennbar sind zwei recht lange, zipfelförmige Anhänge oben (dorsal) am achten und neunten Abdominalsegment. Die Larve lebt minierend im Blattstängel von Farnarten. Ihr Vorhandensein zeigt sich, neben einer Verfärbung und der Verkümmerung der anschließenden Spreiten, meist an einem schaumartigen Sekretballen (ähnlich wie bei den Schaumzikaden), der aber durch Regen leicht abgewaschen wird.
In Farnstängeln kommen andere minierende Blattwespenlarven vor (eine Übersicht ist bei Jan Macek (2010) zu finden.), diese besitzen aber keine Dorsalanhänge.

## Lebensweise
Soweit bekannt, sind alle Arten der Blasticotomidae im Larvenstadium Minierer in verschiedenen Farnarten. Dabei werden von den besser bekannten Arten mehrere, nicht unbedingt näher verwandte Farnarten belegt. Das Weibchen bohrt die Eier mit seinem Legebohrer einzeln oder zu mehreren in den Stängel ein. Die ausschlüpfende Larve frisst eine Höhlung in den Stängel, die sehr kurz bleibt und die Länge der Larve kaum überschreitet. Die eigentliche Ernährung erfolgt über in der Höhlung austretende Pflanzensäfte. Diese Art der Ernährung, durch flüssige Nahrung bei beißend-kauenden Mundwerkzeugen, ist bei Insekten äußerst ungewöhnlich. Wenn mehrere Larven einen Stängel belegen, frisst jede von ihnen in einer eigenen, von den anderen völlig getrennten Höhlung. Die Flugzeit der Imagines und die Eiablage ist bei der europäischen Art im Flachland im Mai, ein bis zwei Wochen nach Austrieb der Farnwedel (in den Alpen bei 1400–1600 m Ende Juni), die Larve ca. 6 Wochen nach den Imagines an der Pflanze nachweisbar. Es kommt sowohl bei dieser als auch bei den anderen Arten, soweit bekannt, nur eine Generation im Jahr vor. Die mitteleuropäische Art scheint sich parthenogenetisch fortzupflanzen, jedenfalls konnten an einem Standort, an dem die Art über zehn Jahre regelmäßig mit fünf bis über 30 Imagines während der gesamten Flugperiode beobachtet werden konnte, niemals ♂♂ festgestellt werden.
Erst vor wenigen Jahren ist entdeckt worden, dass die von der Larve abgegebenen Sekrete regelmäßig von Ameisen aufgenommen werden, die eine enge Bindung (Trophobiose) mit dieser eingehen, wie sie bei anderen Hautflüglern unbekannt und bis dahin fast nur von Pflanzenläusen nachgewiesen war.

## Verbreitung
Mit einer Ausnahme leben alle Arten im nördlichen Ostasien, in China, Korea und Japan, südlich bis Taiwan. Die Art Blasticotoma filiceti ist über ganz Nordasien und das nördliche Europa verbreitet, wird aber nur sehr selten gefunden, so dass beinahe jeder Fund sofort publiziert wird. Eine Übersicht über die europäische Verbreitung, soweit bekannt, gibt Wolfgang Schedl (1973).
Fossil ist nur eine Art gefunden worden. Die miozäne Art stammt aus der Fossillagerstätte von Florissant in Nordamerika, wo keine rezente Art der Familie mehr vorkommt und wurde Paremphytus ostentatus benannt.

## Systematik
Die Blasticotomidae gehören zu den Tenthredinoidea, die die Echten Blattwespen (Tenthredinidae) und einige verwandte Familien umfassen. Möglicherweise bilden sie die Schwestergruppe aller übrigen Familien. Diese Position wird aber von neueren Analysen nicht immer gestützt.
Die Systematik innerhalb der Familie ist etwas verworren. Neben der Gattung Blasticotoma existieren eine oder zwei weitere Gattungen. Die zweite Gattung Runaria wurde später mit der fossilen Gattung Paremphytus synonymisiert, woraufhin die rezenten Arten in diese Gattung transferiert wurden. Später wurde die Synonymie aufgehoben und die Arten rücktransferiert, was aber nicht von allen Bearbeitern mitvollzogen wurde. Die dritte Gattung Bohea wird von einigen (nicht allen) Bearbeitern mit Runaria synonymisiert. Daraus resultiert ein Wirrwarr in der Namensgebung, der die Verhältnisse verschleiert.
Die Systematik der Familie kann danach so aussehen:
- Gattung Basticotoma
  - Blasticotoma filiceti Klug, 1834; Paläarktis
  - Blasticotoma atra Zhelokhovzev, 1934; Japan, Ostrussland, an Adlerfarn
  - Blasticotoma nipponica Takeuchi, 1939; Japan
  - Blasticotoma smithi Shinohara, 1983; Taiwan
  - Blasticotoma warabii Togashi, 1989; Japan

- Gattung Runaria
  - Runaria flavipes Takeuchi, 1939; Japan, an Dryopteris erythroscia, Athyrium japonica und Polystichum tripteron
  - Runaria reducta Malaise, 1931; Japan, an Adlerfarn
  - Runaria shaanxinica Wei, 1999; China
  - Runaria hunannica Wei, 1999; China
  - Runaria punctata Wei, 1999; China

- Gattung Bohea
  - Bohea abrupta Maa, 1944; China (Fukien)